# Charles Brown (roquesista)
Charles Brown (ur. 12 marca 1867 w Onarga; zm. 7 czerwca 1937 w Oak Park) – amerykański roquesista, brązowy medalista olimpijski.
Jeden raz startował w igrzyskach olimpijskich. W 1904 w Saint Louis zdobył brązowy medal w grze pojedynczej.